# Berg Mänalus

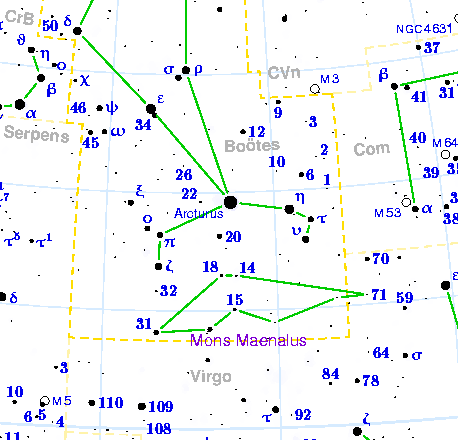
Das Sternbild Berg Mänalus.

Der Berg Mänalus (lat. Mons Maenalus) ist ein historisches Sternbild des Nordhimmels, das vom Astronomen Johannes Hevelius eingeführt wurde. Es ist im Sternatlas Uranographia von Johann Elert Bode und anderen neuzeitlichen Atlanten beschrieben, gehört aber nicht zu den 88 von der Internationalen Astronomischen Union (IAU) anerkannten Sternbildern.
Der Berg Mänalus ist eine kleine Sterngruppe zwischen den offiziellen Sternbildern Jungfrau und Bärenhüter und stellt die Standfläche des Bärenhüters Bootes dar. Er ist nach einem Berg in der zentralen Peloponnes benannt.
Mythologisch geht die Bezeichnung möglicherweise auf einen Bruder der Nymphe Kallisto zurück, deren Sohn Arkas der Bärenhüter ist.
Hauptstern ist der Stern 31 Bootis, der eine Helligkeit von 4,86 mag hat.